# Silene galataea
Silene galataea är en nejlikväxtart som beskrevs av Pierre Edmond Boissier. Silene galataea ingår i släktet glimmar, och familjen nejlikväxter. Inga underarter finns listade i Catalogue of Life.